# Lingua franca
Pour les articles homonymes, voir lingua franca (homonymie) et langue véhiculaire.

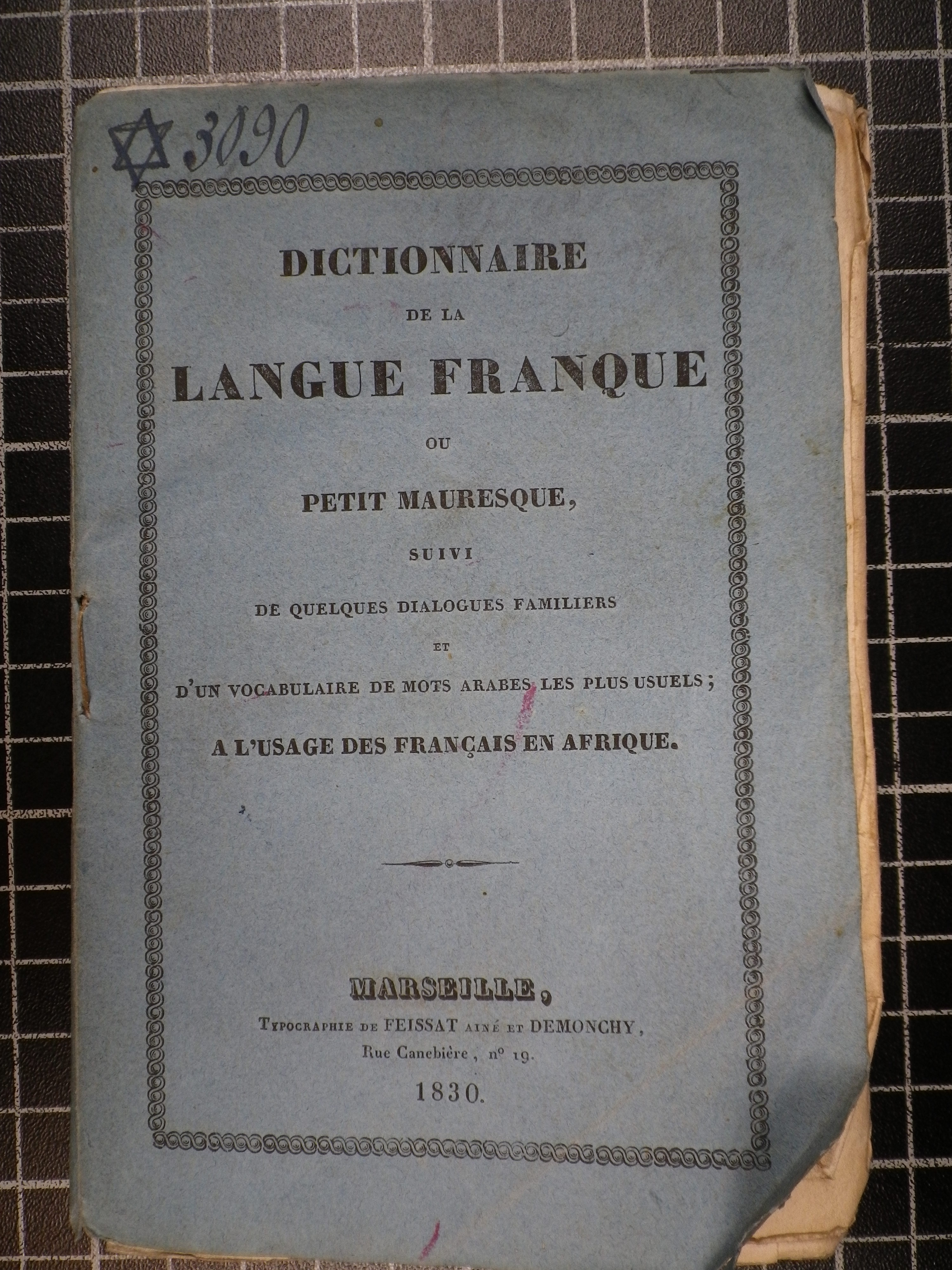
Un lexique de lingua franca, imprimé en 1830 à Marseille.

La lingua franca, ou langue franque, ou encore sabir, est historiquement un pidgin utilisé comme langue véhiculaire du Moyen Âge au XIXe siècle dans l’ensemble du bassin méditerranéen, principalement par les marins et les marchands, mais aussi par les bagnards, prisonniers, esclaves et populations déplacées de toutes origines.

## Origine
Dans son célèbre Dictionnaire universel (1690), Antoine Furetière donne la définition suivante de la « Langue franche  ou Langage franc », : « Un jargon qu'on parle sur la mer Méditerranée, composé de français, d'italien, d'espagnol et d'autres langues, qui s'entend par tous les matelots et marchands de quelque nation qu'ils soient ».
Par extension, le terme de lingua franca a fini par désigner n'importe quelle langue véhiculaire, pas forcément un pidgin, utilisée par des populations de langues maternelles différentes pour communiquer (exemple : l'anglais aujourd'hui dans le monde des affaires ou la communauté scientifique).

## Variantes et évolution
Langue orale, la lingua franca connaît de multiples variations avec le temps mais aussi la géographie. Les influences linguistiques s’exercent différemment : prédominance de l’italien à l’est en Tunisie et en Libye, de l’espagnol en Algérie (où ce langage est aussi appelé « petit mauresque »), de l'espagnol et du portugais au Maroc. Certaines formes se sont maintenues jusqu’au milieu du XXe siècle en Tunisie et en Algérie, même si les locuteurs n’avaient pas conscience de l’origine et de la signification des mots employés (comptines, cris de commerçants de la rue). On l’appelle aussi sabir (qui se dit uniformément en portugais, espagnol, occitan et catalan saber, « savoir ») ou encore franco (le franco désignant plutôt le langage interethnique utilisé en Méditerranée occidentale à l'époque de la piraterie barbaresque).
L'importance majeure de l'occitan a été largement sous-évaluée dans les études sur la Lingua Franca,. Par exemple, Hugo Schuchardt déclare qu'un locuteur de la Lingua Franca qui utilise le mot mangiar « manger » doit penser à un emprunt à l'italien mangiare. Il néglige le fait qu'en occitan, et uniquement dans cette langue, le mot pour dire « manger » est manjar, qui est simplement une autre orthographe de mangiar.
Les mots utilisés étaient principalement empruntés aux langues romanes : le portugais, l’espagnol, le sarde, l'italien, le français, l'occitan, le catalan, mais ils pouvaient aussi appartenir de façon plus marginale à d’autres langues du bassin méditerranéen comme l’arabe, le maltais, le turc… Chaque régence ottomane disposant de son parler, il est difficile de dresser aujourd'hui un lexique exhaustif même si le dictionnaire édité en 1830 à Marseille nous donne une vision assez claire, socio-linguistiquement de l'état de la lingua franca dans la régence d'Alger avant la colonisation française.
La lingua franca étant essentiellement utilitaire, elle a laissé très peu de traces écrites directes. Le vocabulaire est très limité, la grammaire quasi inexistante : les verbes sont utilisés à l’infinitif et sans aucune forme de mode ou de temps. Au XVIIe siècle, cependant, apparaissent des distinctions rudimentaires de temps (passé, présent, futur).
Un grand nombre de mots courants en français, comme dans d’autres langues européennes, et même des dialectes locaux, sont arrivés d’Orient par l’intermédiaire de la lingua franca.
Jocelyne Dakhlia, historienne, explique que la Lingua franca, n'est pas une langue commune, mais une langue partagée. Cette langue n'efface pas les clivages entre les cultures qui la pratiquent. Elles parlent dans cette langue, mais elles ne parlent pas la même langue. Le contact n'efface pas les conflits. Elle reste rudimentaire, et ne devient pas vernaculaire, ne devenant la langue maternelle de personne. Elle sert uniquement de moyen de communication en zone de conflit. Son mérite est de permettre un contact tout en préservant la différence, et donc de rendre possible une solution négociée du conflit.

## Langue écrite
Les documents écrits se limitent à des observations de voyageurs et à quelques citations ou inclusions dans des œuvres littéraires. En 1830, un lexique lingua franca-français, augmenté d'un guide de conversation et d'un petit vocabulaire arabe algérois - français, est édité à Marseille à l’attention des nouveaux colons arrivant en Algérie. On considère l’arrivée des Français en Algérie comme la fin de la lingua franca, qui avait connu son « âge d’or » au XVIIe siècle. La littérature de cette époque a utilisé la lingua franca principalement comme ressort comique : entre autres, Carlo Goldoni en Italie, Molière, en France, avec la scène du Mamamouchi dans Le Bourgeois gentilhomme et Jacques Caillol avec celui du charlatan dans la pièce de théâtre en occitan Le marché de Marseille vo lei doues coumaires l'ont également utilisée. Emmanuel d'Aranda, espagnol victime du corso, un temps esclave à Alger, en donne quelques exemples. Jean-Jacques Rousseau décrit  dans Les Confessions, sa rencontre avec un « prélat grec et archimandrite de Jérusalem... chargé de faire une quête en Europe pour le rétablissement du saint sépulcre...réduit à son grec, au turc et à la langue franque pour toute ressource ».

## Exemple
Comme précisé ci-dessus, on trouve un exemple de lingua franca dans la comédie de Molière Le Bourgeois gentilhomme. Au début de la cérémonie turque, le Mufti chante les mots suivants :
Se ti sabir

Ti respondir

Se non sabir

Tazir, tazir

Mi star Mufti:

Ti qui star ti?

Non intendir:

Tazir, tazir.
À titre de comparaison, voici le même texte traduit dans plusieurs langues, d'abord littéralement, ensuite avec une grammaire correcte :
| Lingua franca | Français | Français | Italien | Italien                                                                                | Espagnol | Espagnol                                                                                                   | Galicien                                           | Galicien                            | Portugais                                          | Portugais                              | Occitan                                              | Occitan                                           | Latin                                                   | Latin                                     |
| --- | --- | --- | --- | -------------------------------------------------------------------------------------- | --- | --- | -------------------------------------------------- | ----------------------------------- | -------------------------------------------------- | -------------------------------------- | ---------------------------------------------------- | ------------------------------------------------- | ------------------------------------------------------- | ----------------------------------------- |
| Se ti sabir Ti respondir; Se non sabir, Tazir, tazir. Mi star Mufti: Ti qui star ti? Non intendir: Tazir, tazir. | Si toi savoir Toi répondre Si (toi) pas savoir Se taire, se taire Moi être Mufti Toi qui être toi Ne pas comprendre Se taire, se taire | Si tu sais Réponds Si tu ne sais pas Tais-toi, tais-toi Je suis le Mufti Toi, qui es-tu ? Tu ne comprends pas Tais-toi, tais-toi | Se tu sapere Tu rispondere Se non sapere Tacere, tacere Me essere Mufti Tu chi essere tu? Non intendere Tacere, Tacere | Se sai Rispondi Se non sai Taci, taci Io sono Mufti Tu chi sei? Non intendi Taci, taci | Si tú saber Tú responder Si no saber Callar, callar Yo ser Mufti ¿Tú quien ser tú? No entender: Callar, callar | Si sabes Responde Si no sabes Cállate, cállate Yo soy Mufti ¿Tú quién eres? No entiendes: Cállate, cállate | Se ti saber Ti responder Se non saber Calar, calar | Se sabes Responde Se non sabes Cala | Se tu saber Tu responder Se não saber Calar, calar | Se sabes Responde Se não sabes Cala-te | Se tu saber Tu respondre Se non saber Tàiser, tàiser | Se sabes Responde Se non sabes Taise-ti, taise-ti | Si tu sapere Tu respondere Si non sapere Tacere, tacere | Si sapis Responde Si non sapis Tace, tace |

Les variantes traduites littéralement (colonne de gauche de chaque langue) ne sont pas correctes grammaticalement parce qu'elles utilisent l'infinitif plutôt que des verbes conjugués. C'est parce que la lingua franca, au lieu de conjuguer les verbes, les utilise uniquement à l'infinitif.
Tout le reste de la cérémonie turque est prononcé en lingua franca.